# 제2차 세계 대전 이전 사건 연표

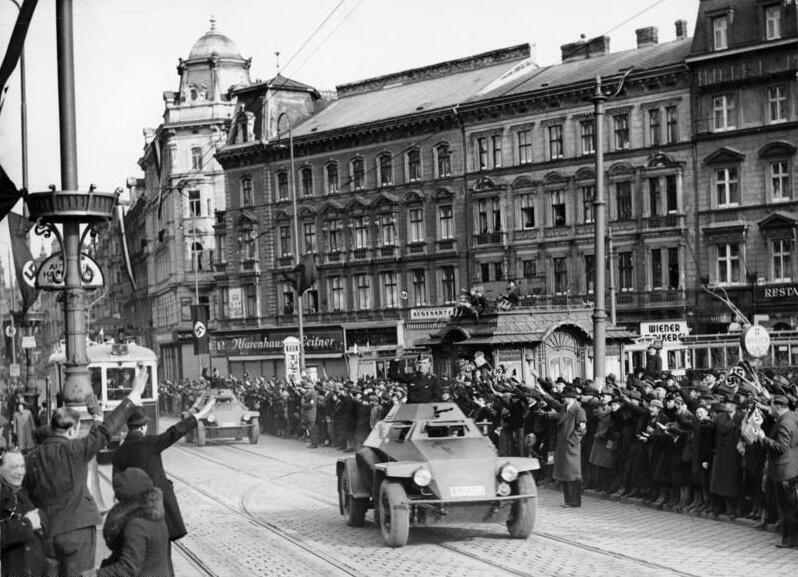

이 연표는 제2차 세계 대전 발발 이전인 1918년 10월부터 1939년 8월까지의 연표이다.

## 1918년

### 11월
- 11월 11일: 1차세계대전 종전

## 1923년

### 7월
- 7월 24일: 로잔 조약으로 현대 터키의 영토가 완성되고, 스위스 로잔에서 그리스, 불가리아 외 제1차 세계 대전 참전국이 서명한다.

### 10월
- 10월 29일: 오스만 제국이 해산되고 터키가 독립한다.

### 11월
- 11월 8일: 나치의 아돌프 히틀러가 독일 정부를 전복시키기 위해 뮌헨 폭동이 일어난다. 이 폭동은 다음 날 경찰에게 진압된다.

## 1924년

### 1월
- 1월 21일: 블라디미르 레닌이 사망하고, 이오시프 스탈린은 지도자가 되기 위해 경쟁자 숙청을 시작한다.

## 1925년

### 2월
- 2월 1일: 소련은 영국과 외교 관계를 맺는다.

### 4월
- 4월 1일: 아돌프 히틀러가 뮌헨 폭동에 대한 책임으로 5년동안 복역한다. (5개월 동안 복역했었다)
- 4월 6일: 이탈리아 선거에서 파시스트가 3분의 2 이상의 좌석을 확보한다.

### 6월
- 6월 10일: 이탈리아 파시스트당이 이탈리아 사회당 지도자 자코모 마테오티를 로마에서 암살한다.

### 8월
- 8월 18일: 프랑스가 독일 본토에서 군대를 철수하기 시작한다.

### 10월
- 10월 19일: 불가리아와 그리스 간 페트리치 사건이 발생한다.

## 1926년

### 1월
- 1월 3일: 그리스에서 테오도로스 팡갈로스가 독재 선언을 한다.
- 1월 31일: 영국과 벨기에군이 독일의 쾰른에서 철수한다.

### 2월
- 2월 25일: 스페인에서 프란시스코 프랑코가 장군이 된다.

### 4월
- 4월 4일: 그리스의 독재자 테오도로스 팡갈로스가 대통령이 된다.
- 4월 24일: 향후 5년 내에 어느 나라가 공격하는 경우 중립을 선포하는 베를린 조약에 독일과 소련이 서명한다.

## 1927년

### 1월
- 1월 19일: 영국이 중화민국에게 병력을 보낸다.

### 2월
- 2월 12일: 첫 번째 영국군이 상하이시에 도착한다.
- 2월 19일: 상하이 시에서 영국군의 도착에 항의하여 총파업을 한다.

### 3월
- 3월 10일: 알바니아가 유고슬라비아의 공격으로 총동원을 한다.

### 4월
- 4월 12일: 중국 국민당과 공산당 간의 국공 내전이 시작된다.

### 5월
- 5월 20일: 사우디아라비아가 영국에게서 독립한다.
- 5월 24일: 영국과 소련 간 외교 관계가 절단된다.

### 6월
- 6월 4일: 유고슬라비아와 알바니아 간 외교 관계가 단절된다.
- 6월 7일: 바르샤바 주재 소련 대사 페트로 볼예코프가 암살당한다.

### 8월
- 8월 1일: 난창봉기

### 11월
- 11월 12일: 레프 트로츠키가 소련 공산당에서 퇴출당하고, 이오시프 스탈린이 권력을 잡는다.

## 1928년

### 5월
- 5월 3일: 중화민국과 일본 사이에 지난 사건이 발생한다.

### 6월
- 6월 4일: 황구툰 사건으로 친일 중화민국 대통령인 장쭤린이 암살당한다.

### 7월
- 7월 25일: 미국이 중화민국으로 병력을 보낸다.

### 8월
- 8월 2일: 이탈리아와 에티오피아 사이 이탈리아-에티오피아 조약이 체결된다.
- 8월 27일: 파리에서 무력 전쟁을 불법화하는 켈로그-브리앙 조약이 주요국 사이에 체결되었다.

## 1929년

### 2월
- 2월 9일: 모스크바에서 소련, 폴란드, 에스토니아, 루마니아, 라트비아 사이 리트비노프 의정서가 체결된다.
- 2월 11일: 이탈리아와 바티칸 시국간 라테란 조약이 체결된다.

### 3월
- 3월 28일: 일본이 중화민국으로 보낸 군을 철수시킴으로써 지난 사건이 끝난다.

### 4월
- 4월 3일: 이란이 리트비노프 의정서에 서명한다.

### 6월
- 6월 7일: 라테란 조약이 비준되어 바티칸 시국이 주권 국가로 독립했다.

### 7월
- 7월 24일: 켈로그-브리앙 조약의 발효가 시작되었다.

### 10월
- 10월 29일: 대공황이 시작되었다.

## 1930년

### 4월
- 4월 22일: 영국, 미국, 이탈리아, 일본 사이에 잠수함과 전함 수를 조절하는 런던 해군 군축 조약이 체결된다.

### 6월
- 6월 30일: 라인란트에서 마지막 프랑스 군이 철수한다.

## 1931년

### 9월
- 9월 18일: 일본군이 주둔한 중국 선양 시 근처에서 폭탄이 터져 철도가 파괴된다.[1]
- 9월 19일: 일본이 중화민국의 만주를 침공한다. 이는 중일전쟁의 작은 전투의 시작이었다.

## 1932년

### 1월
- 1월 7일: 미국의 국무 장관 헨리 L. 스팀슨이 일본의 만주 침공에 맞서 스팀슨 독트린을 발표한다.
- 1월 28일: 제1차 상하이 사변으로 중화민국과 일본 간 상하이에서의 전투를 시작한다.

### 2월
- 2월 2일: 국제 연맹이 중화민국과 일본 사이의 협상을 권장한다.
- 2월 4일: 일본이 중국 하얼빈시를 점령한다.
- 2월 11일: 바티칸 시국에서 베니토 무솔리니와 교황 비오 11세의 회담을 가졌다.
- 2월 25일: 아돌프 히틀러가 독일 시민권을 획득한다.
- 2월 27일: 일본이 중국의 만주를 획득한다.

### 3월
- 3월 6일: 중국은 국제 연맹의 중재로 상하이에서의 전투를 중단하는데 동의하나, 일본은 중국군을 계속 공격한다.[2]
- 3월 18일: 중국과 일본 간 평화 협상이 시작되었다.

### 4월
- 4월 10일: 파울 폰 힌덴부르크가 아돌프 히틀러를 물리치고 독일의 대통령이 된다.

### 5월
- 5월 15일: 일본군이 상하이에서 떠난다.
- 5월 30일: 독일 총리 하인리히 브뤼닝이 물러난다. 힌덴부르크 대통령은 프란츠 폰 파펜에게 새로운 내각 형성을 요청한다.

### 6월
- 6월 15일: 볼리비아와 파라과이 간의 차코 전쟁이 시작된다.

### 8월
- 8월 30일: 헤르만 괴링이 독일 상원 의장으로 선출된다.

### 9월
- 9월 1일: 페루와 콜롬비아 간 레티시아 사건으로 페루-콜롬비아 전쟁이 발발한다.

### 11월
- 11월 21일: 힌덴부르크는 아돌프 히틀러에게 새로운 내각 형성을 요청한다.

### 12월
- 12월 3일: 힌덴부르크는 독일의 총리에 쿠르트 폰 슐라이허를 임명한다.

## 1933년

### 1월
- 1월 28일: 독일 총리 슐라이허가 해임된다.
- 1월 30일: 힌덴부루크 대통령이 독일의 총리에 아돌프 히틀러를 임명한다.

### 2월
- 2월 1일: 히틀러가 베를린에서 "독일 국민에게 선언"의 연설을 한다.
- 2월 25일: 일본군이 중국 러허의 차오양, 베이파오, 카이루 현을 점령한다.[3]
- 2월 27일: 독일 국회의사당 방화 사건이 일어난다.
- 2월 28일: 독일 국회의사당 화재 법령이 통과되고, 일부 독일 시민의 자유가 억압된다.

### 3월
- 3월 4일: 프랭클린 D. 루즈벨트가 미국의 대통령이 된다.
- 3월 4일: 중국 제32군의 제139사단이 만리장성의 렝커우 패스에서 일본군을 저지한다. 다른 곳에서, 러허 지역과 창더 시가 일본군에게 점령당한다.[4]
- 3월 20일: 독일 최초의 강제 수용소인 다하우 강제 수용소의 건설이 완료된다.
- 3월 23일: 독일 의회에서 히틀러가 제출한 전권 위임법이 통과된다.
- 3월 24일: 외국의 유대인들이 독일산 수입 제품의 구매 거부를 시작한다.
- 3월 27일: 일본이 국제 연맹에서 탈퇴한다.

### 4월
- 4월 1일: 최근에 선출된 나치가 유대인 기업의 제품에 대한 구매 거부를 시작했다.
- 4월 26일: 독일에서 게슈타포가 창설된다.

### 5월
- 5월 2일: 히틀러가 노동 조합을 금지한다.
- 5월 10일: 나치가 분서 운동을 시작한다.

### 6월
- 6월 21일: 독일에서 모든 비나치 당의 활동이 금지된다.

### 7월
- 7월 14일: 독일에서 나치당이 공식적인 당이 된다.

### 10월
- 10월 17일: 알베르트 아인슈타인이 독일에서 미국으로 망명한다.
- 10월 19일: 독일이 국제 연맹에서 탈퇴한다.

## 1934년

### 1월
- 1월 26일: 독일과 폴란드 간 10년의 유효 기간의 독일-폴란드 불가침 조약이 체결된다.

### 3월
- 3월 1일: 일본이 만주를 만주국으로 이름을 바꾼다.
- 3월 20일: 하인리히 힘러의 명령으로 모든 독일 경찰이 군대가 된다.

### 6월
- 6월 30일: 장검의 밤 사건으로 돌격대(SA)의 지도자들이 사망한다.

### 7월
- 7월 20일: 친위대(SS)가 나치당에서 독립하의 히틀러의 휘하기 된다.[5]
- 7월 25일: 오스트리아 나치당이 엥겔베르트 돌푸스를 죽이는 쿠데타에 실패한다.

### 8월
- 8월 2일: 아돌프 히틀러가 독일 대통령과 총리를 겸하는 총통이 된다.
- 8월 8일: 독일 국방군이 히틀러 개인에게 충성을 맹세한다.

### 9월
- 9월 18일: 소련이 국제 연맹에 가입한다.

### 12월
- 12월 5일: 아비시니아 위기로 인해 에티오피아와 이탈리아 간 군사 충돌이 시작한다.
- 12월 29일: 일본이 워싱턴 해군 군축 조약과 런던 해군 군축 조약을 파기한다.

## 1935년

### 1월
- 1월 7일: 국제 연맹이 자르 편입 투표의 결과를 승인하여 자르가 독일의 영토로 편입할 수 있게 된다.[6]

### 6월
- 6월 12일: 차코 전쟁이 파라과이의 승리로 끝난다.
- 6월 18일: 독일과 영국 간 해군을 제한하는 영국-독일 해군 군축 조약을 체결한다.

### 10월
- 10월 2일: 이탈리아가 에티오피아를 침공하면서 제2차 이탈리아-에티오피아 전쟁이 시작된다.

## 1936년

### 3월
- 3월 7일: 독일이 라인란트에 진주하면서 베르사유 조약을 파기한다.

### 5월
- 5월 5일: 이탈리아가 동아프리카의 아디스아바바를 점령한다.
- 5월 7일: 이탈리아가 에티오피아 전역을 합병한다.
- 5월 9일: 장제스가 일본은 선전 포고 없이 중국을 침략한다고 발표했다.[7]

### 7월
- 7월 18일: 프란시스코 프랑코의 민족주의 정부와 사회주의 정부 간 스페인 내전이 시작된다.

### 10월
- 10월 20일: 일본 하의 몽골군이 중국 북부 쑤이위안 성을 공격한다.[8]
- 10월 25일: 로마-베를린 축이 발표된다.

### 11월
- 11월 15일: 독일이 콘돌 군단을 스페인에 보냄으로써 민족주의 정부가 마드리드를 점령하는 데에 도와준다.[9]
- 11월 26일: 방공 협정에 이탈리아와 일본이 서명한다.

### 12월
- 12월 1일: 히틀러가 10세-18세의 남성이 가입하는 히틀러 유겐트를 창설한다.
- 12월 12일: 국공 내전이 일시적으로 휴전하며, 중국은 본격적으로 일본군의 방어에 시작한다.

## 1937년

### 2월
- 2월 2일: 나가노 오사미가 일본 해군 최고 사령관이 된다.[10]

### 7월
- 7월 7일: 루거우차오 사건으로 인해 대부분의 역사가들이 생각하는 시점에서의 중일전쟁이 발발한다.

### 8월
- 8월 13일: 중국과 일본 간 상하이 전투가 시작한다.

### 9월
- 9월 1일: 중국과 일본 간 타이위안 전투가 시작한다.

### 11월
- 11월 9일: 타이위안 전투가 일본의 승리로 끝난다.
- 11월 26일: 상하이 전투가 일본의 승리로 끝난다.

### 12월
- 12월 8일: 일본이 중국의 내몽골 지역에 몽강연합자치정부 괴뢰국을 세운다.[11]
- 12월 11일: 이탈리아가 국제 연맹에 탈퇴한다.

## 1938년

### 3월
- 3월 6일: 일본군이 중국의 황허 도하를 시작한다.[12]
- 3월 13일: 오스트리아가 독일에게 합병된다.

### 7월
- 7월 29일: 하산 호 전투로 소련-일본 국경 전쟁이 시작된다.

### 8월
- 8월 11일: 하산 호 전투가 소련의 승리로 끝난다.

### 9월
- 9월 30일: 뮌헨 협정이 체결된다.

### 11월
- 11월 7일: 에른스트 폼 라트가 독일 추방 유대인 헤르셸 그린슈판에게 암살당한다.[13]
- 11월 9일: 독일에서 유대인 회당, 상점을 약탈하고 파괴하는 수정의 밤이 일어난다.[14]

### 12월
- 12월 6일: 요아힘 폰 리벤트로프가 파리를 방문하여 그가 독일의 독점적 영역으로 생각되는 동유럽 영역에 대한 의심을 하는 프랑스 국무 장관 조르주 보네과 만났다. 보네의 주장과 진술은 리펜드로프의 1939년 독일 정책에 이용되었다.

## 1939년

### 1월
- 1월 23일: 영국 정부는 “네덜란드 전쟁의 공포”에 휩싸인다. 제독 빌헬름 카나리스에게서 누출된 잘못된 외국 첩보국의 정보로 독일은 영국에 대한 폭격을 위해 네덜란드 영공을 이용하여 2월에 침공한다는 정보를 가졌다. 이 “네덜란드 전쟁의 공포”는 유럽에 대한 영국 정책의 변화로 이어진다.
- 1월 24일: 독일은 빈과 프라하에 유대인 이민을 위한 국립사무소를 설립했다.[15]
- 1월 25일 :미국 콜롬비아 대학에서 처음으로 우라늄 분자가 분열했다.[16]
- 1월 26일: 이탈리아군이 스페인 민족주의군을 지원하여 바르셀로나 점령을 도왔다.
- 1월 27일: 아돌프 히틀러가 1944년까지의 5개년 해군 증축 계획을 세워 거대한 독일 함대를 만드는 계획 Z를 명령했다. 크릭스마르네(Kriegsmarine)는 독일 자원 할당에서 1순위가 되었다. 이것은 크릭스마르네가 나치 독일의 역사에서 첫 번째 우선 순위가 되는 처음이자 마지막이다.

### 2월
- 2월 6일: “네덜란드 전쟁의 공포”에 대한 반항으로, 영국 총리인 네빌 체임벌린은 독일이 프랑스를 공격하면 자동으로 영국도 참전한다고 발표했다.

### 3월
- 3월 14일: 요제프 티소 대통령의 친독 성향의 슬로바키아 공화국이 창립된다.
- 3월 15일: 독일 육군이 체코슬로바키아를 침공하고 점령한다.
- 3월 15일: 독일이 보헤미아-모라바 보호령을 세웠다. 이 보호령은 체코슬로바키아에서 독일, 폴란드, 헝가리, 새로운 슬로바키아를 포함한다.
- 3월 17일: 네빌 체임벌린이 버밍엄에서 "영국은 독일의 세계 정복 야심에 반대한다"라는 연설을 했다.
- 3월 18일: 비오레 틸리에 의해 “루마니아 전쟁 공포”가 시작되고, 런던 주재 루마니아 대사는 루마니아가 독일에게 공격받기 직전이라는 거짓 소문을 냈다.
- 3월 20일: 독일 외무 장관 요아힘 폰 리벤트로프가 리투아니아에게 클라이페다 지역을 반환한다는 1939년 독일의 리투아니아 최후 통첩을 했다.
- 3월 20일: 루마니아 위기를 해결하기 위해 런던에서 긴급 회의가 열려 프랑스 외무 장관인 조르주 보네가 로드 헬리펙스에게 독일의 루마니아 공격을 막을 수 있는 상대는 폴란드라는 제안을 했다.
- 3월 21일: 아돌프 히틀러가 독일에게 단치히 자유시를 반환하라는 요구를 했다.
- 3월 23일: 두 나라의 경제 관계 발전을 위한 독일-루마니아 조약이 체결된다.
- 3월 31일: 영국과 프랑스가 폴란드 독립 보장을 제공했다.

### 4월
- 4월 1일: 스페인 내전이 민족주의 군의 승리로 끝났다. 스페인에서 프란시스코 프랑코 휘하의 파시스트 정부가 세워진다.
- 4월 3일: 아돌프 히틀러가 독일 육군에 대해 폴란드 공격에 대한 코드명인 백색 작전의 준비를 명령하고, 이는 8월 25일 준비가 완료된다.
- 4월 7일: 이탈리아가 알바니아를 침공한다.
- 4월 11일: 헝가리가 국제 연맹에 탈퇴한다.
- 4월 12일: 알바니아가 이탈리아에게 항복한다.
- 4월 13일: 영국과 프랑스가 루마니아와 그리스에 지원을 시작한다.
- 4월 14일: 헝가리가 국제 연맹에 탈퇴한다.
- 4월 18일: 소련이 영국과 프랑스에게 삼자 동맹을 제안한다. 영국과 프랑스는 그 제안에 동의한다.
- 4월 28일: "독일 의회" 연설에서, 히틀러는 영국-독일 해군 군축 협정과 독일-폴란드 불가침 조약을 파기한다.

### 5월
- 5월 3일: 소련 외무인민위원에 막심 리트비노프에서 뱌체슬라프 몰로토프로 교체되었다.
- 5월 6일: 카를 프리드리히 괴르델러가 영국 정부에게 독일과 소련이 비밀로 동부 유럽을 나누고 친선 협상을 하고 있다고 말했다. 또한, 괴르델러는 영국에게 나치 독일은 경제적인 어려움을 생존의 위협이 있고, 폴란드를 지원하면 히틀러는 전쟁을 할 수 없다고 말했다.
- 5월 11일: 일본, 만주국과 소련, 몽골 간 할힌골 전투가 시작된다.
- 5월 17일: 스웨덴, 노르웨이, 핀란드가 독일의 불가침 조약을 거부했다.
- 5월 22일: 강철 조약으로 알려진 "독일과 이탈리아 사이의 동맹과 우정 협정"이 체결되었다. 이 조약은 이탈리아의 갈레아초 치아노와 독일의 요아힘 폰 리벤트로프가 서명했다.

### 6월
- 6월 14일: 톈진 사건으로 일본은 영국 조차항 톈진시를 봉쇄한다.

### 7월
- 7월 10일: 영국 총리 네빌 체임벌린은 폴란드에 대한 지원을 재확인하고, 단치히 자유시에 대한 교전이 시작된 경우 독일-폴란드 관계는 끊어지고 폴란드와 독일 두 나라에 대한 개입을 할 것이라고 발표했다.

### 8월
- 8월 23일: 소련과 독일 사이 폴란드, 발트 국가, 베사라비아, 핀란드에 대한 분할 점령에 대한 비밀 협정을 포함한 독일-소련 불가침 조약을 맺었다. 이 조약은 히틀러가 폴란드를 9월 1일 침공하는 데 도움을 주었다.
- 8월 25일: 강철 조약 비준에 대한 응답으로, 이탈리아의 베니토 무솔리니는 독일이 폴란드를 공격할 경우 히틀러가 영국과 프랑스의 중립을 만드는 데 도움을 주기로 합의했다.

## 같이 보기
- 제2차 세계 대전의 원인
- 제2차 세계 대전 연표
- 유럽에서의 제2차 세계 대전 발발 전 사건
- 아시아에서의 제2차 세계 대전 발발 전 사건